# لا هوررا
بلدية لا هوررا (بالإسبانية: La Horra)‏, هي إحدى بلديات مقاطعة برغش, التي تقع في منطقة قشتالة وليون, والتي تقع في شمال غرب إسبانيا.
يبلغ عدد سكانها 446 نسمة وفقاً لإحصائية سنة (2002).